# Кливио
Кливио (итал. Clivio) је насеље у Италији у округу Варезе, региону Ломбардија.
Према процени из 2011. у насељу је живело 1607 становника. Насеље се налази на надморској висини од 451 м.

## Становништво
| 1936. | 1951. | 1961. | 1971. | 1981. | 1991. | 2001. | 2011. |
| ----- | ----- | ----- | ----- | ----- | ----- | ----- | ----- |
| 867   | 927   | 1.121 | 1.579 | 1.710 | 1.802 | 1.963 | 1.942 |